# Lotnisko Ozerne
Lotnisko Ozerne-Żytomierz (ukr. Аеродром «Озерне», ang. Ozerne Air Base, kod IATA: ZTR, kod ICAO: UKKO) – wojskowe lotnisko w miejscowości Ozerne koło Żytomierza, na Ukrainie.
Lotnisko wykorzystywane jest przez Siły Powietrzne Ukrainy oraz do cywilnego transportu towarowego. Nie jest przystosowane do obsługi ruchu pasażerskiego.

## Historia
Budowa lotniska dla potrzeb wojskowych rozpoczęła się w latach 30. XX w. Ukończona została podczas II wojny światowej przez Niemców przy wykorzystaniu jeńców wojennych. Po zakończeniu wojny stacjonowały tu Wojskowe Siły Powietrzne Armii Czerwonej, w tym pułk Lotnictwa Dalekiego Zasięgu wyposażany w broń jądrową.
W 1959 zmieniono nazwę na obecną. Równocześnie tę samą nazwę przyjęło pobliskie osiedle garnizonowe Ozerne. W 1963 nastąpiła przebudowa lotniska, tak aby mogło przyjąć wszystkie typy statków powietrznych.
Po rozpadzie Związku Sowieckiego i uzyskaniu przez Ukrainę niepodległości liczba wojsk stacjonujących w Ozernym uległa zmniejszeniu oraz wycofano z lotniska broń nuklearną. Obecnie lotnisko jest bazą ukraińskiej 39. Brygady Lotnictwa Taktycznego.